# Basavapura, Holalkere
Basavapura là một làng thuộc tehsil Holalkere, huyện Chitradurga, bang Karnataka, Ấn Độ.